# Радмило Рончевић
Радмило Рончевић (Жањевица, Гацко, Краљевина Југославија, 20. јануар 1938) српски је хирург, универзитетски професор и научни саветник.
Као доктор медицинских наука, гостујући је професор на Pennsylvania State University, Универзитету у Хановеру, Универзитету у Санкт Петербургу и Медицинском факултету у Нишу. У свету је познат и као један од пионира у хирургији очне дупље. Kao хирург радио је у Војномедицинској академији у Београду, Војној болници у Загребу и Клиничком центру Србије. Живи у Београду.

## Образовање
Завршио је Медицински факултет и Стоматолошки факултет у Београду. Као лекар завршио је специјализацију из пластичне и максилофацијалне хирургије, као и субспецијализацију из краниофацијалне хирургије (на Mayo Clinic) и хирургије очне дупље (на New York University Medical Center). Као стоматолог завршио је специјализацију из оралне хирургије. Стекао је докторат медицинских наука на Војномедицинској академији у Београду.

## Чланство у професионалним удружењима
Члан је следећих професионалних удружења: Српско лекарско друштво, Српско удружење за пластичну, реконструктивну и естетску хирургију, Балканско удружење за пластичну, реконструктивну и естетску хирургију, Европско удружење за пластичну, реконструктивну и естетску хирургију, Светско удружење за пластичну, реконструктивну и естетску хирургију, Српско удружење за максилофацијалну хирургију, Европско удружење за максилофацијалну хирургију, Интернационално удружење за максилофацијалну хирургију, Интернационално удружење за краниофацијалну хирургију, Балканско удружење за оториноларингологију.

## Научна и стручна делатност
Објавио је око 200 научних и стручних радова. У водећим међународним часописима објавио је 40 радова и цитиран преко 250 пута. На међународним конгресима поднео је преко 100 реферата са објављеним апстрактима. Члан је уредништва четири светска часописа. Био је рецензент бројних научних радова објављених у светским часописима.
Коаутор је у више домаћих и америчких уџбеника. Написао је књигу „Хирургија очне дупље“, која је оцењена као научна монографија националног значаја. У Њујорку је 2016. објавио књигу „Surgery of the Orbital Cavity: No-Mans-Land“. Одржао је око 50 предавања по позиву у великим светским центрима (Mayo Clinic, New York University Medical Center, Универзитетска болница у Лондону, Медицински институт у Софији, Каиро, Рим, Глазгов, Токио, Сан Франциско, Мајами, Санкт Петербург, Москва, Универзитет УФА, Penn State University, Хановер).
Био је руководилац четири домаћа научна пројекта. Више пута био је ментор или коментор у изради магистеријума и докторских дисертација.

## Друштвени ангажман
Аутор је и подносилац петиције за научну ревизију Теорије еволуције. У својим јавним и политичким наступима залаже се за поштовање српских националних интереса.